# Apiogaster conradti
Apiogaster conradti är en skalbaggsart. Apiogaster conradti ingår i släktet Apiogaster och familjen långhorningar.

## Underarter
Arten delas in i följande underarter:
- A. c. conradti
- A. c. subtruncatus